# Armeemarschsammlung
Armeemarschsammlung (dokładniej: preußische Armeemarschsammlung, pruski zbiór marszów armii) – podstawowy katalog niemieckiej wojskowej muzyki marszowej. Przyczynkiem do jego powstania był stosowny dekret króla Fryderyka Wilhelma III Pruskiego z roku 1817. Zbiór ten dzieli się ze względu na przeznaczenie na trzy części (oznacza się je cyframi rzymskimi).
- Zbiór I: wolne marsze piechoty (115 marszów)
- Zbiór II: marsze paradne piechoty (269 marszów)
- Zbiór III: marsze kawalerii (149 marszów)

(Uwaga: numery niektórych obecnych marszów nie zawsze zgadzają się z tymi z wykazu – w każdym zbiorze zdarzają się dzieła podrzędne, oznaczane przykładowo II 45a).
Wszystkie marsze, zebrane w Zbiorze Marszów Armii, posiadają oficjalne oznaczenie numeryczne, składające się z cyfry rzymskiej (oznaczającej zbiór) oraz liczby arabskiej (pozycja na liście). Istnieje możliwość, by dany marsz należał do więcej niż jednego zbioru, przykładowo:
- Preußens Gloria (AM II, 240)
- Königgrätzer Marsch (AM II, 195)
- Präsentiermarsch (AM I, 1a und AM III, 1a)

Uwaga: na Wikipedii oznaczenia te będą podawane w nawiasach okrągłych.

## Heeresmarschsammlung
W roku 1925 zestawiono z inicjatywy Hermanna Schmidta Zbiór Marszów Wojsk Lądowych. Obejmuje on oprócz dzieł ze Zbioru Marszów Armii również te, które zostały skomponowane po jego utworzeniu, bądź też przejęte od innych armii. Tworzenie Zbioru Marszów Armii ukończono w roku 1945, wraz z zakończeniem II wojny światowej. Dzieli się on, w odróżnieniu od Zbioru Marszów Armii na cztery podgrupy:
- Zbiór I: marsze prezentacyjne piechoty (8 marszów)
- Zbiór II: marsze paradne piechoty (38 marszów)
- Zbiór III: marsze kawalerii w stępie (wolne tempo) (17 marszów)
- Zbiór IIIB: marsze kawalerii w galopie (szybkie tempo) (83 marszów)

Niektóre z marszów znajdują się zarówno w Armee- jak i Heeresmarschsammlung, jak na przykład:
- Preußens Gloria (AM II, 240 und HM II, 98)
- Yorckscher Marsch (AM II, 37 und HM II, 5)

## Oba zbiory w czasach dzisiejszych
Przede wszystkim na przestrzeni lat większość oryginałów dzieł wpisanych do Zbioru Marszów Armii zaginęło lub jest dostępnych jedynie w niewielkim fragmencie. Istotną rolę odegrało w tym zniszczenie w roku 1945 archiwum państwowego w Poczdamie. Dodatkowym utrudnieniem jest fakt, że większość dawnych dzieł nie była opatrzona tytułem lub nazwiskiem kompozytora. Jednak wiele z nich było dziełami rosyjskimi, dzięki czemu można je odnaleźć w tamtejszych archiwach. Stowarzyszenia prywatne oraz Militärmusikdienst der Bundeswehr podejmują działania mające na celu utrzymanie pamięci również o tych mniej znanych marszach.

## Zbiór „Niemieckie Marsze Armii” Wilhelma Stephana
Muzyk Wilhelm Stephan opracował dla Bundeswehr nowy zbiór, zawierający najbardziej znane dzieła pochodzące z dwóch poprzednich zbiorów.
- Tom I (AM I) – Marsze prezentacyjne piechoty (19 marszów)

```
 1 
Marsch (1741)
 von Friedrich II.

 2 
Präsentiermarsch
 von Friedrich Wilheim III.

 3 
Marsch (Mollwitz 1741)
 von Friedrich II.

 4 
Marsch (1756)
 von Friedrich II.

 5 
Marsch vom Regiment Prinz Heinrich

 6 
Marsch vom Regiment Herzog von Braunschweig

 7 
Marsch vom Regiment Prinz Ferdinand

 8 
Marsch vom Regiment Jung Bornstedt

 9 
Wir präsentieren
 von Hans Ailbout

10 
Große Zeit, neue Zeit
 von Fritz Brase

11 
Bayerischer Präsentiermarsch

12 
Parademarsch der Königlich Bayerischen Grenadier-Garde
 von Wilhelm Legrand

13 
Marsch des Schwäbischen Kreisregiments Durlach-Baden (um 1700)

14 
Givenchy-Marsch
 von Arnold Rust

15 
Marsch des Leib-Garde-Preobraschensky-Regiments
 von Ferdinand Haase

16 
Marsch des Infanterie-Regiments Jung Bornstedt

17 
Marsch des Infanterie-Regiments von Möllendorf

18 
Präsentiermarsch der Schwarzen Brigarde
 von Johann Friedrich Carl Rath

19 
Hessischer Fahnenmarsch (1732)
 von Landgraf Ludwig VIII.
```

- Tom I (AM I) – Marsze wolne (11 Märsche)

```
20 
Der Dessauer

21 
Der Hohenfriedberger

22 
Der Rheinströmer

23 
Marsch I. Bataillon Garde

24 
Marsch Herzog von Braunschweig

25 
Marsch Prinz-August-Grenadier-Bataillon

26 
Der Coburger

27 
Der Pappenheimer

28 
Der Torgauer Parademarsch

29 
Marsch der Kursächsischen Leibgarde, genannt „Der Kesselsdorfer”

30 
Marsch aus der Zeit Friedrichs des Großen
```

- Tom I (AM I) – Marsze prezentacyjne i paradne w stępie dla oddziałów konnych (17 marszów)

```
31 
Kreuzritter-Fanfare
 von Richard Henrion

32 
Parademarsch Nr. 1
 von Julius Möllendorf

33 
Kavalleriemarsch
 von Carl Wilhelm

34 
Parademarsch
 von Wilhelm Wieprecht

35 
Geschwindmarsch (Marsch des Garde-Kürassier-Regiments)
 von Erbprinzessin Charlotte von Sachsen-Meiningen

36 
Parademarsch B-dur
 von Albert Lorenz

37 
Schwedischer Reitermarsch (Marsch der Finnländischen Reiterei im 30-jährigen Krieg)

38 
Des Großen Kurfürsten Reitermarsch
 von Cuno Graf von Moltke

39 
Präsentiermarsch des Leib-Kürassier-Regiments „Großer Kurfürst” (Schles.) Nr. 1
 von Cuno Graf von Moltke

40 
Marsch der Hannoverschen Garde du Corps

41 
Marsch des Hannoverschen Cambridge-Dragoner-Regiments

42 
Marsch des Hannoverschen Kronprinz-Dragoner-Regiments

43 
Alt-Hessischer Reitermarsch (1732)
 von Landgraf Ludwig VIII.

44 
Kürassiermarsch „Großer Kurfürst”
 von Walter von Simon

45 
Marsch für das Königlich Preußische 2. Leib-Husaren-Regiments
 von Carl Maria von Weber

46 
Vestalin-Marsch
 von G. Spontini / J. Gerold

47 
Graf-Eberhard-Marsch
 von Albert Segebrecht
```

- Tom I (AM I) – Capstrzyki (4 chorały)

```
48 
Großer Zapfenstreich

49 
Bayerisches Militärgebet
 von J.K. Aiblinger

50 
Bayerischer Zapfenstreich

51 
Sächsischer Zapfenstreich
```

- Tom I (AM I) – Dodatki (2 marsze)

```
52 
Holländischer Ehrenmarsch (Präsentiermarsch der Marine)
 von Jakob Rauscher

53 
Paradepost für berittene Truppen
```

- Tom II (AM II) – Marsze paradne piechoty (64 marsze)

```
101 
Parademarsch der „Langen Kerls”
 von Marc Roland

102 
Marsch des Sibirischen Grenadier-Regiments
 Anonym

103 
Marsch des Yorck’schen Korps (1813)
 von Ludwig van Beethoven

104 
Pariser Einzugsmarsch (1814)
 von Johann Heinrich Walch

105 
Wiener (Alexander-)Marsch
 Anonym

106 
Sedanmarsch (1816)
 von Carl Lange

107 
Marsch nach Motiven der Oper „Moses”
 von Gioacchino Rossini

108 
Marsch des Russischen Leib-Garde-Regiments Semenowsky
 Anonym

109 
Marsch nach Motiven der Oper „Die weiße Dame”
 von F.A. Boieldieu

110 
Marsch aus Italien
 Aynonym

111 
Marsch aus dem Haag (1829)
 von Prinzessin Friedrich der Niederlande und Prinz Carl von Preußen

112 
Marsch aus Petersburg (1837)
 Anonym

113 
Marsch nach Motiven der Oper „Der Brauer von Preston”
 von Adolphe Adam

114 
Marsch des K.K. Österreichischen Infanterie-Regiments Herzog von Wellington
 von Schubert

115 
Marsch nach Motiven der Oper „Die Hugenotten”
 von 
Giacomo Meyerbeer
 / Hübner

116 
Marsch des Russischen Grenadier-Regiments-König Friedrich Wilhelm III. von Preußen aus St. Petersburg
 Anonym

117 
Marsch nach Motiven der Oper „Die Regimentstochter”
 von Gaetano Donizetti

118 
Geschwindmarsch nach Motiven aus Quadrillen
 von Johann Strauß (Sohn)

119 
Geschwindmarsch
 von Johann Strauß (Vater)

120 
Radetzky-Marsch
 von Johann Strauß (Vater)

121 
Marsch nach Motiven der Oper „Indra”
 von F.v. Flotow / C. Neumann

122 
Marsch nach Melodien des Königs von Hannover

123 
Pepita-Marsch
 von Carl Neumann

124 
Alexandermarsch (1853)
 von Andreas Leonhardt

125 
Marsch
 von Wilhelm Friedrich Graf von Redern

126 
Defiliermarsch
 von Carl Faust

127 
Helenenmarsch
 von Friedrich Lübbert

128 
Viktoriamarsch
 von Emil Neumann

129 
Defiliermarsch
 von Heinrich Saro

130 
Düppel-Schanzen-Sturmmarsch (1864)
 von Gottfried Piefke

131 
Der Alsenströmer (1864)
 von Gottfried Piefke

132 
Kärntner Liedermarsch
 von Anton Seifert

133 
Marsch von 
Problus
 und 
Prim
 von A. (Heinrich) Laudenbach

134 
Der Königgrätzer Marsch (1866)
 von Gottfried Piefke

135 
Steinmetz-Marsch
 von Karl Bratfisch

136 
Fridericus-Rex-Grenadiermarsch
 von Ferdinand Radeck

137 
Die deutsche Kaisergarde
 von Friedrich Wilhelm Voigt

138 
Marsch des Infanterie-Regiments Großherzog Friedrich von Baden
 von Karl Haefele

139 
Marsch des 4. Hannoverschen Infanterie-Regiments
 Anonym

140 
Marsch der Hannoverschen Pioniere
 Anonym

141 
Marsch des Hessischen Leib-Garde-Infanterie-Regiments Nr. 115
 Historisch

142 
Marsch der Freiwilligen Jäger aus den Befreiungskriegen (1813)
 von H. Homann

143 
Preußens Gloria
 von Gottfried Piefke

144 
Schwedischer Kriegsmarsch (Björneborgarnes)
 Anonym

145 
Der Jäger aus Kurpfalz
 von Johann Gottfried Rode

146 
Bayerischer Defiliermarsch
 von Adolf Scherzer

147 
Mussinan-Marsch
 von Carl Carl

148 
Von der Tann-Marsch
 von Andreas Hager

149 
König Ludwig II.-Marsch
 von Georg Seifert

150 
Taxis-Marsch
 von Christian Anton Kolb

151 
Revue-Marsch
 von August Reckling

152 
Deutscher Kaiser-Marsch
 von Friedrich Zikoff

153 
Kerntruppen-Marsch
 von H. Schmiedecke

154 
Marsch des Hessischen Kreis-Regiments und des Regiments Landgraf
 Historisch

155 
Waidmannsheil
 von August Reckling

156 
Marsch der Schweizer Garde
 Historisch

157 
Glück auf!
 von Carl Faust

158 
Gruß an Kiel
 von Friedrich Spohr

159 
Schützen-Defiliermarsch
 von Carl Gottlieb Lippe

160 
Smorgon-Marsch
 von Hermann Blume

161 
Frei weg!
 von Carl Latann

162 
Mosel-Marsch
 von J.C. Roesler

163 
Die schwarzen Jäger
 von Eduard Partsch

164 
Tannenberg-Marsch
 von Hermann Blume
```

- Tom III (AM III) – Marsze paradne w kłusie i galopie (35 marszów)

```
201 Im Trabe 
Regiment Garde du Corps

202 Im Galopp 
aus „Das Nachtlager”
 von Konradin Kreutzer

203 Im Trabe von Constantin von Prittwitz und Gaffron

204 Im Galopp 
Feldartillerie-Regiment Nr. 48

205 Im Trabe 
Feldartillerie-Regiment Nr. 16

206 Im Galopp 
Feldartillerie-Regiment Nr. 80

207 Im Trabe 
aus „Giselle”
 von Adolphe Adam

208 Im Galopp 
Fest der weißen Rose
 von Wilhelm Wieprecht

209 Im Trabe 
aus „Martha”
 von Friedrich von Flotow

210 Im Galopp 
1. Leib-Husaren-Regiment Nr. 1

211 Im Trabe 
Dragoner-Regiment Nr. 2

212 Im Galopp 
Ulanen-Regiment Nr. 19
 von R. Fellenberg

213 Im Trabe 
Die Marketenderin
 von Karl Faust

214 Im Galopp 
Amazonenmarsch
 von P. Hertel

215 Im Trabe 
aus „Die weiße Dame”
 von F.A. Boieldieu

216 Im Galopp 
2. Garde-Ulanen-Regiment
 von Wilhelm Friedrich Graf von Redern

217 Im Trabe 
Amboß-Polka
 von Albert Parlow

218 Im Galopp 
aus „Leichte Kavallerie”
 von Franz von Suppé

219 Im Trabe 
Ich hört ein Bächlein rauschen
 von Franz Schubert

220 Im Galopp 
Leichte Kavallerie
 von W. Lüdecke

221 Im Trabe 
Herrenabend
 von Ph. Fahrbach jr.

222 Im Galopp 
Dragoner-Regiment Nr. 26

223 Im Trabe 
Der Jäger aus Kurpfalz
 von Gottfried Rode

224 Im Galopp 
Husaren-Regiment Nr. 18

225 Im Trabe 
1. Garde-Dragoner-Regiment
 von C. Voigt

226 Im Galopp 
Dragoner-Regiment Nr. 14

227 Im Trabe 
Hannoversche Garde-du-Corps

228 Im Galopp 
Der Königgrätzer

229 Im Trabe 
Der rote Sarafan
 von A. Peschke

230 Im Galopp 
aus „Die schöne Galathee”
 von Franz von Suppé

231 Im Trabe 
aus „Fatinitza”
 von Franz von Suppé

232 Im Galopp 
Feldartillerie-Regiment Nr. 75

233 Im Trabe 
aus „Der Schutzgeist”

234 
Fürstengruß (Begrüßungsfanfare)

235 
Halali
```